# White Jazz
White Jazz é um romance policial de 1992, escrito por James Ellroy. É a quarta obra do L.A. Quartet, precedido por The Black Dahlia, The Big Nowhere e L.A. Confidential.
O tenente David Klein é um polícia veterano que trabalha como assassino contratado para o crime organizado de Los Angeles. Após ter-lhe sido ordenada a investigação de um roubo na casa de um dealer de heroína previamente sancionado pelo Departamento de Polícia de Los Angeles, ele descobre um plano que pretende unir os maiores sindicatos do crime da cidade com as forças da justiça. 
As histórias de muitas das personagens que aparecem previamente noutros romances do quarteto, incluindo Edmund Exley e Dudley Smith, têm o seu final em White Jazz, dando também introdução a Pete Bondurant, uma das personagens centrais da Underworld USA Trilogy de Ellroy.
Originalmente, White Jazz teria 900 páginas, mas o editor pediu a Ellroy para reduzir o livro a 350 páginas, que ele conseguiu removendo todos os verbos. 

## Ligações Externas
- página de filmes da Yahoo!
- Revisão do guião de Cleveland & Ellroy
- entrevista a Matthew Michael Carnahan
- White Jazz. no IMDb.